# Joseph-Haydn-Privathochschule des Landes Burgenland
Das Joseph-Haydn-Konservatorium des Landes Burgenland ist ein staatliches österreichisches Konservatorium in der burgenländischen Landeshauptstadt Eisenstadt. Die Hochschule ist nach Joseph Haydn benannt, da dieser fast 30 Jahre seines Lebens als Fürstlicher Kapellmeister der Esterházys in Eisenstadt verbrachte und hier viele seiner Werke entstanden sind bzw. uraufgeführt wurden. Aus dem Konservatorium ging 2023 die Joseph-Haydn-Privathochschule des Landes Burgenland (JHP) hervor.

## Gebäude

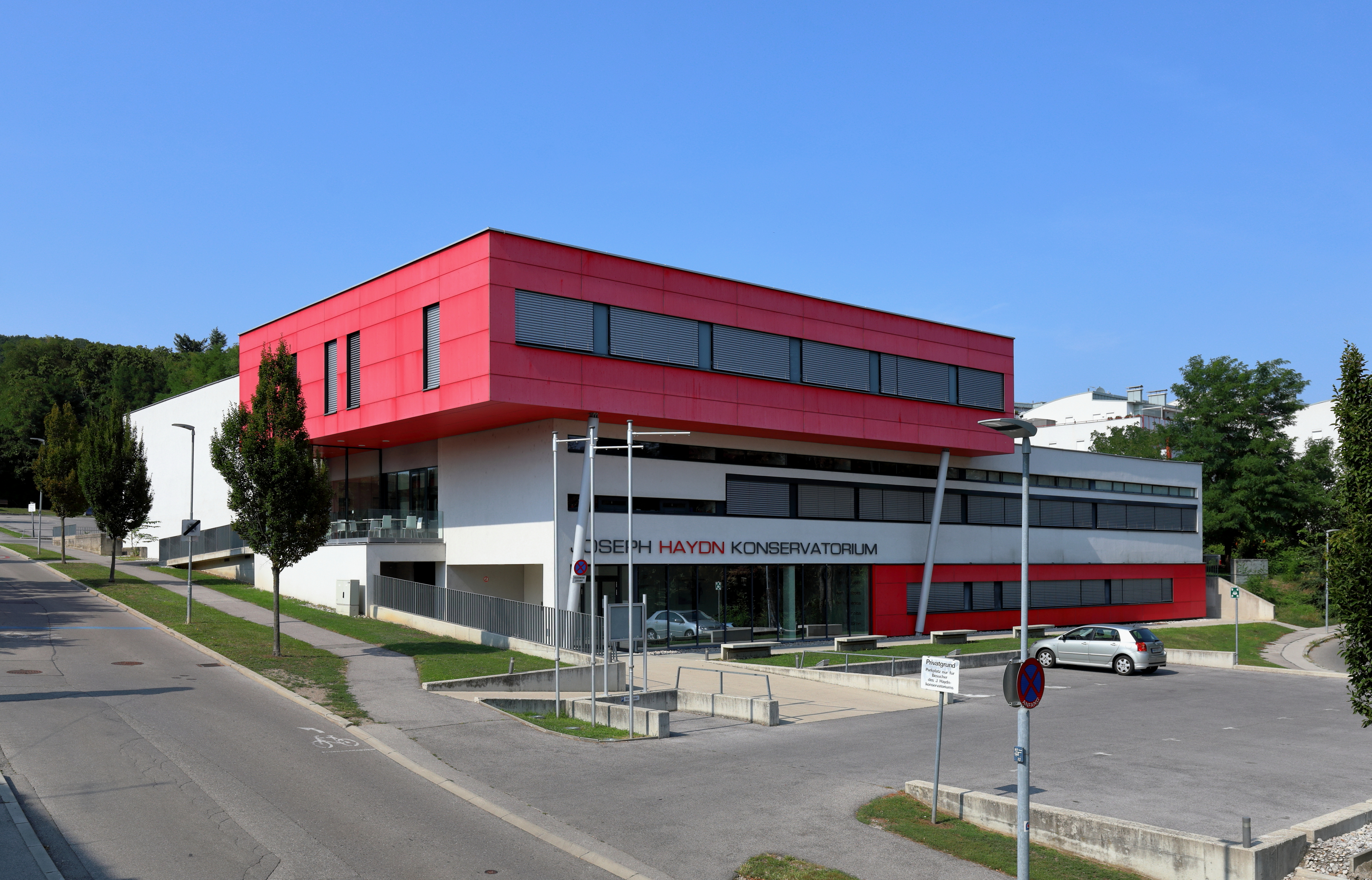
Joseph-Haydn-Konservatorium

Das Konservatorium ging aus der Musikschule Eisenstadt hervor.
2008 wurden grundlegende Umbauarbeiten nach den Plänen des Architekturbüros Rudischer & Panzenböck abgeschlossen. Das Gebäude erhielt dabei sein derzeitiges Aussehen mit dem sogenannten schwebenden Charakter.
Ab April 2023 wurde das Gebäude erneut umgebaut. Im Februar 2024 wurde ein 420 Quadratmeter großer Neubau fertiggestellt, der unter anderem neun Unterrichtsräume und einen Konzertsaal für 60 Zuhörer beherbergt. Ende März wurden die letzten Umbauarbeiten im Konservatorium abgeschlossen, wobei die Elektrik und Böden ausgetauscht wurden und eine Klimaanlage installiert wurde. Die offizielle Eröffnung erfolgte am 10. April 2024. Die Kosten des Umbaus lagen bei 5 Millionen Euro und wurden vom Land Burgenland getragen.

## Geschichte
1929 erfolgte die Gründung der Musikschule Eisenstadt durch den Männergesangsverein Haydn. 1934 übernimmt der „Burgenländische Musikverein“ die Musikschule Eisenstadt unter der Bezeichnung „Landesmusikschule“ und führt diese bis zum Schuljahr 1938/39. Im ersten Schuljahr werden 11 Violinschüler, 30 Klavierschüler, 6 Sologesangsschüler unterrichtet, 24 Schüler besuchen das Kindersingen.
Im Jahr 1939 wurde die Musikschule Eisenstadt vom „Nationalsozialistischen Musikschulwerk des Gaues Niederdonau“ übernommen, die Leitung Rudolf Graf übertragen.
Nach dem 1961 gefassten Entschluss, ein zweckentsprechendes Gebäude zu errichten, wurde zu dessen Finanzierung mit Landesgesetz vom 24. Oktober 1961 ein Fonds für die Erbauung einer „Joseph Haydn-Landesmusikschule“ geschaffen. So wurde am 15. Oktober 1970 der Bau des heutigen Gebäudes fertiggestellt. Die Gesamtbaukosten beliefen sich auf ca. 15 Millionen Schilling.
1971 wurde die Landes- und Volksmusikschule Eisenstadt schließlich offiziell zum „Joseph-Haydn-Konservatorium für Musik und darstellende Kunst des Landes Burgenland“ erhoben. Der erste Direktor war Franz Schitzhofer, ihm folgte Gertrude Neuhold als provisorische Leiterin von 1987 bis 1988. In deren Amtszeit wurde das Joseph Haydn Konservatorium organisatorisch und pädagogisch den anderen Konservatorien gleichgestellt. Anschließend übernahm Walter Burian bis 2016 die Direktion.
Seit 2003 ist das Joseph Haydn Konservatorium von der Europäischen Kommission gemäß der „Erasmus University Charter“ als Hochschule anerkannt und berechtigt an den Bildungsprogrammen der Europäischen Union der Tertiären Bildungsebene auf den Gebieten der Studierenden- und Dozentenmobilität teilzunehmen. Im Zuge dieser Bildungsprogramme werden u. a. auch Zusammenarbeitsverträge mit Konservatorien in Italien (Parma, Trapani und Venedig), Spanien (San Sebastian), Portugal (Porto) und im finnischen (Lahti) abgeschlossen.
Bereits 2004 wurde das Konservatorium, als erstes österreichisches Konservatorium, Mitglied der „Association Européenne des Conservatoires, Académies de Musique et Musikhochschulen“ (AEC).
2021 wurde das Haus eine Gesellschaft mit beschränkter Haftung, Geschäftsführer der Joseph Haydn Konservatorium GmbH wurde Franz Steindl. 2022 trat Gerhard Krammer die Nachfolge von Tibor Nemeth, dem Direktor von 2016 bis 2021, an.
Zu Beginn des Studienjahres 2023/24 starteten die ersten Unterrichtseinheiten an der Joseph-Haydn-Privathochschule für Musik Burgenland (JHP), 280 Studienplätze waren mit Studierenden belegt, inklusive Lehrpersonal wurden 66 Mitarbeiter beschäftigt. 2023 wurde die Haydn Landes-Symphonie Burgenland an der JHP aufgebaut, Chefdirigentin wurde Elisabeth Fuchs.

## Pflege des Haydn-Erbes
Unter anderem gemeinsam mit der Internationalen Haydn-Privatstiftung Eisenstadt sorgt das Konservatorium darüber hinaus für eine umfassende Pflege des musikalischen Erbes von Haydn, vor allem seiner Zeit in Eisenstadt, und ergänzt damit den wissenschaftlichen und musealen Bereich.